# Billy the Kid (film)
Billy the Kid (originaltitel: The Left Handed Gun) är en amerikansk westernfilm från 1958 i regi av Arthur Penn, med Paul Newman i rollen som Billy the Kid och John Dehner i rollen som Pat Garrett. 

## Handling
William Bonney (Paul Newman), känd som "Billy the Kid", börjar arbeta tillsammans med en man som kallas "engelsmannen" (Colin Keith-Johnston). Hans vän mördas av korrupta affärsmän som är rivaler i boskapsbranschen. Billys hämndplaner, där han ska jaga och döda alla skyldiga utgör en risk för hans nära och kära. Han äventyrar också freden i territoriet New Mexico.

## Rollista (urval)
| Paul Newman           | – Billy the Kid            |
| Lita Milan            | – Celsa                    |
| John Dehner           | – Pat Garrett              |
| Hurd Hatfield         | – Moultrie                 |
| James Congdon         | – Charlie Boudre           |
| James Best            | – Tom Folliard             |
| Colin Keith-Johnston  | – Tunstall, "engelsmannen" |
| John Dierkes          | – McSween                  |
| Robert "Bob" Anderson | – Hill                     |
| Wally Brown           | – Deputy Moon              |
| Ainslie Pryor         | – Joe Grant                |
| Martin Garralaga      | – Saval                    |
| Denver Pyle           | – Ollinger                 |
| Paul Smith            | – Smith                    |
| Nestor Paiva          | – Pete Maxwell             |
| Jo Summers            | – Bride                    |
| Robert Foulk          | – Sheriff Brady            |

## Om filmen
Filmen var Arthur Penns första jobb som filmregissör. Senare regisserade han bland annat filmen Bonnie och Clyde. Filmmanuset till Billy the Kid skapades av Leslie Stevens, baserat på en TV-pjäs av Gore Vidal. Newman spelade även Billy the Kid i TV-versionen. Vidal omarbetade manuset 1989 för en tv-film som också heter Billy the Kid.
Originaltiteln The Left Handed Gun (den vänsterhänta pistolen) refererar till den vanliga uppfattningen att verklighetens Billy the Kid var vänsterhänt.